# Líder da oposição do Senado do Canadá
O Líder da oposição do Senado do Canadá é o líder do maior partido político no Senado do Canadá que não está no poder. Como é a Câmara dos Comuns do Canadá que determina qual o partido que irá governar o país, o tamanho de um partido político no Senado não possui nenhuma relação com o partido que irá formar o partido majoritário no Senado nem com o partido que formará a oposição oficial na Câmara Superior. Por causa disso o líder da Oposição no Senado poderia, em tese, liderar mais senadores do que o partido na liderança do Senado. Nesse caso o Líder da oposição do Senado do Canadá é o líder do maior partido político no Senado que é líder da Câmara dos Comuns.